# Typosyllis hyllebergi
Typosyllis hyllebergi är en ringmaskart som beskrevs av Licher 1999. Typosyllis hyllebergi ingår i släktet Typosyllis och familjen Syllidae. Inga underarter finns listade i Catalogue of Life.